# Ovaro
Ovaro é uma comuna italiana da região do Friuli-Venezia Giulia, província de Udine, com cerca de 2.218 habitantes. Estende-se por uma área de 57 km², tendo uma densidade populacional de 39 hab/km². Faz fronteira com Ampezzo, Comeglians, Lauco, Prato Carnico, Ravascletto, Raveo, Sauris, Socchieve, Sutrio.

## Demografia
| Variação demográfica do município entre 1861 e 2011                               |
|                                                                                   |
| Fonte: Istituto Nazionale di Statistica (ISTAT) - Elaboração gráfica da Wikipedia |